# Onthophagus onorei
Onthophagus onorei là một loài bọ cánh cứng trong họ Bọ hung (Scarabaeidae).